# Open des Hockey Series masculin 2018-2019
L'Open des Hockey Series masculin 2018-2019 est une compétition internationale de hockey sur gazon, servant de première étape de l'édition 2018-2019 des Hockey Series. Il se déroule de juin à décembre 2018.

## Équipes qualifiées
Trente-huit équipes moins bien classées au classement mondial ne participant pas à la Ligue professionnelle sont automatiquement qualifiées, huit pays hôtes s'ajoutent dans cette compétition.
| Événement          | Dates | Lieu  | Quotas | Qualifiés |
| ------------------ | ----- | ----- | ------ | --- |
| Pays hôtes         | NC    | NC    | 8      | Pologne (21) Chili (34) Portugal (37) Mexique (39) Singapour (40) Croatie (41) Vanuatu (62) Zimbabwe (67) |
| Classement mondial | NC    | NC    | 38     | Autriche (19) Égypte (20) Russie (22) Écosse (23) Pays de Galles (24) Ukraine (25) États-Unis (26) Brésil (27) Suisse (28) Tchéquie (29) Biélorussie (35) Italie (36) Venezuela (43) Turquie (44) Hong Kong (45) Uruguay (46) Thaïlande (47) Lituanie (48) Slovaquie (50) Taipei (52) Fidji (53) Ouzbékistan (57) Pérou (59) Chypre (60) Porto Rico (66) Gibraltar (67) Tonga (71) Namibie (72) Panama (73) Kazakhstan (86) Salomon (88) Birmanie (89) Afghanistan (-) Bolivie (-) Costa Rica (-) Indonésie (-) Népal (-) Zambie (-) |
| Total              | Total | Total | 46     | |

## Salamanca
Toutes les heures correspondent à l'Heure du Centre (UTC-6).

### Arbitres
Voici les 6 arbitres nommés par la Fédération internationale de hockey sur gazon:
- Eduardo Islas
- Gabriel Labate
- Andrés Ledesma
- Ridge Bair
- Nathaniel Fuentes
- Andrey Umana

### Résultats
| Rang | Équipe     | J | V | N | P | BP | BC | Diff | Pts | Qualification             |
| ---- | ---------- | - | - | - | - | -- | -- | ---- | --- | ------------------------- |
| 1    | États-Unis | 4 | 3 | 1 | 0 | 54 | 5  | +49  | 10  | Finales des Hockey Series |
| 2    | Mexique    | 4 | 3 | 1 | 0 | 48 | 6  | +42  | 10  | Finales des Hockey Series |
| 3    | Porto Rico | 4 | 2 | 0 | 2 | 11 | 22 | -11  | 6   |                           |
| 4    | Panama     | 4 | 1 | 0 | 3 | 2  | 37 | -35  | 3   |                           |
| 5    | Costa Rica | 4 | 0 | 0 | 4 | 0  | 45 | -45  | 0   |                           |

Source: FIH
En cas d'égalité de points de plusieurs équipes à l'issue des matchs de poule, les critères suivants sont appliqués dans l'ordre indiqué pour établir leur classement.
1. Points,
2. Matchs gagnés,
3. Différence de buts,
4. Buts pour,
5. Face à face,
6. Buts de plein jeu pour.

1re journée
| Match 1           | Porto Rico                                                    | 4 - 0   | Panama |                                         |                                         |
| 5 juin 2018 10h30 | Rodríguez 9e · Monserrate 24e · Cabrera 44e · Y. Melendez 58e | (2 - 0) |        | Arbitrage : Andrés Ledesma Andrey Umana | Arbitrage : Andrés Ledesma Andrey Umana |
| 5 juin 2018 10h30 | Rapport                                                       |         |        | Arbitrage : Andrés Ledesma Andrey Umana | Arbitrage : Andrés Ledesma Andrey Umana |

| Match 2 | Mexique | 18 - 0  | Costa Rica |                                              |                                              |
| 12h30   | Palma 9e, 49e, 56e · F. Aguilar 13e, 15e, 27e, 28e, 35e, 45e, 52e · Villegas 20e · M. Mendez 25e · Rangel 27e, 34e · Pedraza 29e · Y. Mendéz 33e, 46e · E. García 33e | (9 - 0) |            | Arbitrage : Gabriel Labate Nathaniel Fuentes | Arbitrage : Gabriel Labate Nathaniel Fuentes |
| 12h30   | Rapport |         |            | Arbitrage : Gabriel Labate Nathaniel Fuentes | Arbitrage : Gabriel Labate Nathaniel Fuentes |

Repos:  États-Unis

2e journée
| Match 3           | États-Unis | 19 - 0  | Costa Rica |                                             |                                             |
| 6 juin 2018 11h00 | Sundeen 3e, 7e · Kaeppeler 11e, 45e, 46e, 49e · Dhadwal 12e, 37e · Grassi 13e, 17e, 50e · Holt 19e, 36e · Huisman 27e, 38e, 44e · Orozco 35e · Kentwell 39e · De Angelis 51e | (8 - 0) |            | Arbitrage : Eduardo Islas Nathaniel Fuentes | Arbitrage : Eduardo Islas Nathaniel Fuentes |
| 6 juin 2018 11h00 | Rapport |         |            | Arbitrage : Eduardo Islas Nathaniel Fuentes | Arbitrage : Eduardo Islas Nathaniel Fuentes |

| Match 4 | Mexique | 11 - 0  | Panama |                                     |                                     |
| 13h00   | Pedraza 4e, 59e · Terminel 12e · F. Aguilar 23e, 41e · Rangel 29e · Villegas 32e · Martínez 33e · E. García 44e · Y. Méndez 50e · M. Méndez 52e | (4 - 0) |        | Arbitrage : Ridge Bair Andrey Umana | Arbitrage : Ridge Bair Andrey Umana |
| 13h00   | Rapport |         |        | Arbitrage : Ridge Bair Andrey Umana | Arbitrage : Ridge Bair Andrey Umana |

Repos:  Porto Rico

3e journée
| Match 5           | États-Unis                                                                                     | 8 - 0   | Porto Rico |                                           |                                           |
| 7 juin 2018 15h00 | Kaeppeler 6e, 44e · De Angelis 10e · Kentwell 32e, 60e · Huisman 34e · Grassi 35e · Orozco 57e | (2 - 0) |            | Arbitrage : Gabriel Labate Andrés Ledesma | Arbitrage : Gabriel Labate Andrés Ledesma |
| 7 juin 2018 15h00 | Rapport                                                                                        |         |            | Arbitrage : Gabriel Labate Andrés Ledesma | Arbitrage : Gabriel Labate Andrés Ledesma |

| Match 6           | Panama                    | 2 - 0   | Costa Rica |                                      |                                      |
| 8 juin 2018 15h00 | Martínez 34e · Correa 50e | (0 - 0) |            | Arbitrage : Eduardo Islas Ridge Bair | Arbitrage : Eduardo Islas Ridge Bair |
| 8 juin 2018 15h00 | Rapport                   |         |            | Arbitrage : Eduardo Islas Ridge Bair | Arbitrage : Eduardo Islas Ridge Bair |

Repos:  Mexique

4e journée
| Match 7           | Porto Rico                                                              | 6 - 0   | Costa Rica |                                      |                                      |
| 9 juin 2018 15h00 | Y. Melendez 11e, 40e · Rodríguez 24e, 38e · Monserrate 33e · Agosto 49e | (2 - 0) |            | Arbitrage : Eduardo Islas Ridge Bair | Arbitrage : Eduardo Islas Ridge Bair |
| 9 juin 2018 15h00 | Rapport                                                                 |         |            | Arbitrage : Eduardo Islas Ridge Bair | Arbitrage : Eduardo Islas Ridge Bair |

| Match 8 | Mexique                                                 | 5 - 5   | États-Unis                                                       |                                           |                                           |
| 17h00   | F. Aguilar 10e, 21e, 35e · E. García 15e · Villegas 33e | (3 - 2) | 15e Huisman · 25e Grassi · 35e Kentwell · 39e Dhadwal · 40e Holt | Arbitrage : Gabriel Labate Andrés Ledesma | Arbitrage : Gabriel Labate Andrés Ledesma |
| 17h00   | Rapport                                                 |         |                                                                  | Arbitrage : Gabriel Labate Andrés Ledesma | Arbitrage : Gabriel Labate Andrés Ledesma |

Repos:  Panama

5e journée
| Match 9            | États-Unis | 22 - 0   | Panama |                                         |                                         |
| 10 juin 2018 15h00 | Kaeppeler 2e, 4e, 17e, 18e, 23e, 27e, 41e · Singh 4e, 13e, 20e, 25e, 31e, 54e · Huisman 26e, 30e, 58e · Dhadwal 30e · Grassi 36e, 50e · Sundeen 42e · De Angelis 48e · Barratt 54e | (13 - 0) |        | Arbitrage : Gabriel Labate Andrey Umana | Arbitrage : Gabriel Labate Andrey Umana |
| 10 juin 2018 15h00 | Rapport |          |        | Arbitrage : Gabriel Labate Andrey Umana | Arbitrage : Gabriel Labate Andrey Umana |

| Match 10 | Mexique | 14 - 1  | Porto Rico |                                       |                                       |
| 17h00    | F. Aguilar 4e, 17e, 37e, 53e · Martínez 6e · García 13e · Villegas 16e, 51e · Pedraza 20e, 28e, 45e · Rangel 25e · González 56e, 60e | (8 - 1) | 13e Agosto | Arbitrage : Andrés Ledesma Ridge Bair | Arbitrage : Andrés Ledesma Ridge Bair |
| 17h00    | Rapport |         |            | Arbitrage : Andrés Ledesma Ridge Bair | Arbitrage : Andrés Ledesma Ridge Bair |

Repos:  Costa Rica

## Singapour
Toutes les heures correspondent à l'Heure normale de Singapour (UTC+8).

### Arbitres
Voici les 12 arbitres nommés par la Fédération internationale de hockey sur gazon:
- Saifulnizam Mohammad Seftu
- Bernadette Pangrazio
- Hari Manikandan
- Puvalagan Paskaran
- Kamran Hussain
- Khalil Al Balushi
- Dinesha Perera
- See Rinky
- Ravdeep Sethi
- Narongtuch Subboonsong
- Aung Zarni
- Khaeriva Hasani

### Premier tour
| Rang | Équipe    | J | V | N | P | BP | BC | Diff | Pts | Qualification                |
| ---- | --------- | - | - | - | - | -- | -- | ---- | --- | ---------------------------- |
| 1    | Singapour | 5 | 5 | 0 | 0 | 23 | 3  | +20  | 15  | Finale                       |
| 2    | Thaïlande | 5 | 4 | 0 | 1 | 19 | 9  | +10  | 12  | Finale                       |
| 3    | Taipei    | 5 | 3 | 0 | 2 | 20 | 13 | +7   | 9   | Troisième et quatrième place |
| 4    | Birmanie  | 5 | 2 | 0 | 3 | 20 | 14 | +6   | 6   | Troisième et quatrième place |
| 5    | Hong Kong | 5 | 1 | 0 | 4 | 10 | 22 | -12  | 3   | Cinquième et sixième place   |
| 6    | Indonésie | 5 | 0 | 0 | 5 | 1  | 32 | -31  | 0   | Cinquième et sixième place   |

Source: FIH
En cas d'égalité de points de plusieurs équipes à l'issue des matchs de poule, les critères suivants sont appliqués dans l'ordre indiqué pour établir leur classement.
1. Points,
2. Matchs gagnés,
3. Différence de buts,
4. Buts pour,
5. Face à face,
6. Buts de plein jeu pour.

1re journée
| Match 1            | Hong Kong            | 2 - 6   | Birmanie                                                          | Terrain 2                                              |                                                        |
| 23 juin 2018 16h30 | Iu 16e · Chan A. 24e | (2 - 2) | 19e Kaung-Htet · 19e, 39e, 50e Thet H. · 34e Tun · 57e Aung T. H. | Arbitrage : Saifulnizam Mohammad Seftu Hari Manikandan | Arbitrage : Saifulnizam Mohammad Seftu Hari Manikandan |
| 23 juin 2018 16h30 | Rapport              |         |                                                                   | Arbitrage : Saifulnizam Mohammad Seftu Hari Manikandan | Arbitrage : Saifulnizam Mohammad Seftu Hari Manikandan |

| Match 2 | Thaïlande                                   | 3 - 1   | Taipei          | Terrain 2                                  |                                            |
| 18h30   | Kampanthong 27e · Yosiri 43e · Boon-Art 58e | (1 - 1) | 11e Hsieh T.-Y. | Arbitrage : Kamran Hussain Khaeriva Hasani | Arbitrage : Kamran Hussain Khaeriva Hasani |
| 18h30   | Rapport                                     |         |                 | Arbitrage : Kamran Hussain Khaeriva Hasani | Arbitrage : Kamran Hussain Khaeriva Hasani |

| Match 3 | Singapour                                                          | 7 - 0   | Indonésie | Terrain 1                                        |                                                  |
| 19h00   | S/O Vijayan 9e, 53e, 55e · Zul'kepli 15e, 33e, 48e · Noor Shah 26e | (3 - 0) |           | Arbitrage : Puvalagan Paskaran Khalil Al Balushi | Arbitrage : Puvalagan Paskaran Khalil Al Balushi |
| 19h00   | Rapport                                                            |         |           | Arbitrage : Puvalagan Paskaran Khalil Al Balushi | Arbitrage : Puvalagan Paskaran Khalil Al Balushi |

2e journée
| Match 4            | Hong Kong       | 2 - 5   | Taipei                                                                                | Terrain 2                                          |                                                    |
| 24 juin 2018 17h30 | Ho 32e · Yu 49e | (0 - 3) | 13e Huang P.-H. · 15e Lu S.-T. · 23e Hsieh T.-Y. · 46e Chang Chia-W. · 51e Yu Chi.-F. | Arbitrage : Narongtuch Subboonsong Khaeriva Hasani | Arbitrage : Narongtuch Subboonsong Khaeriva Hasani |
| 24 juin 2018 17h30 | Rapport         |         |                                                                                       | Arbitrage : Narongtuch Subboonsong Khaeriva Hasani | Arbitrage : Narongtuch Subboonsong Khaeriva Hasani |

| Match 5 | Singapour      | 2 - 0   | Birmanie | Terrain 1                                      |                                                |
| 19h00   | Johari 6e, 51e | (1 - 0) |          | Arbitrage : Hari Manikandan Puvalagan Paskaran | Arbitrage : Hari Manikandan Puvalagan Paskaran |
| 19h00   | Rapport        |         |          | Arbitrage : Hari Manikandan Puvalagan Paskaran | Arbitrage : Hari Manikandan Puvalagan Paskaran |

| Match 6 | Thaïlande                                                                  | 6 - 0   | Indonésie | Terrain 2                                |                                          |
| 19h30   | Boon-Art 8e, 12e · Samoechai 11e · Yosiri 38e · Khamkong 57e · Harapan 57e | (3 - 0) |           | Arbitrage : Kamran Hussain Sethi Ravdeep | Arbitrage : Kamran Hussain Sethi Ravdeep |
| 19h30   | Rapport                                                                    |         |           | Arbitrage : Kamran Hussain Sethi Ravdeep | Arbitrage : Kamran Hussain Sethi Ravdeep |

3e journée
| Match 7            | Hong Kong              | 3 - 0   | Indonésie | Terrain 2                              |                                        |
| 26 juin 2018 15h30 | Iu 29e, 40e · Tsoi 59e | (1 - 0) |           | Arbitrage : Hari Manikandan Aung Zarni | Arbitrage : Hari Manikandan Aung Zarni |
| 26 juin 2018 15h30 | Rapport                |         |           | Arbitrage : Hari Manikandan Aung Zarni | Arbitrage : Hari Manikandan Aung Zarni |

| Match 8 | Taipei                                                                         | 5 - 4   | Birmanie                                  | Terrain 1                                                 |                                                           |
| 16h00   | Huang P.-H. 6e · Lu S.-T. 7e · Chang Che.-H. 9e · Chang Chia-W. 14e · Shih 59e | (4 - 1) | 5e, 45e Aung N. C. · 32e Ni · 36e Thet H. | Arbitrage : Saifulnizam Mohammad Seftu Puvalagan Paskaran | Arbitrage : Saifulnizam Mohammad Seftu Puvalagan Paskaran |
| 16h00   | Rapport                                                                        |         |                                           | Arbitrage : Saifulnizam Mohammad Seftu Puvalagan Paskaran | Arbitrage : Saifulnizam Mohammad Seftu Puvalagan Paskaran |

| Match 9 | Singapour                                  | 4 - 1   | Thaïlande     | Terrain 1                                |                                          |
| 18h00   | S/O Vijayan 6e · Johari 17e, 32e · Teo 57e | (2 - 0) | 35e Samoechai | Arbitrage : Kamran Hussain Sethi Ravdeep | Arbitrage : Kamran Hussain Sethi Ravdeep |
| 18h00   | Rapport                                    |         |               | Arbitrage : Kamran Hussain Sethi Ravdeep | Arbitrage : Kamran Hussain Sethi Ravdeep |

4e journée
| Match 10           | Taipei                                                                                           | 9 - 0   | Indonésie | Terrain 2                                     |                                               |
| 27 juin 2018 15h30 | Chang Che.-H. 7e, 24e · Li 27e · Huang T.-Y. 31e, 48e, 56e · Lu 43e · Hsieh T.-Y. 47e · Shih 53e | (3 - 0) |           | Arbitrage : Narongtuch Subboonsong Aung Zarni | Arbitrage : Narongtuch Subboonsong Aung Zarni |
| 27 juin 2018 15h30 | Rapport                                                                                          |         |           | Arbitrage : Narongtuch Subboonsong Aung Zarni | Arbitrage : Narongtuch Subboonsong Aung Zarni |

| Match 11 | Thaïlande                                      | 4 - 3   | Birmanie                            | Terrain 1                                |                                          |
| 16h00    | Juntakian 12e · Boon-Art 18e, 24e · Yosiri 30e | (4 - 0) | 38e Aung T. H. · 42e Shane · 47e Ni | Arbitrage : Kamran Hussain Sethi Ravdeep | Arbitrage : Kamran Hussain Sethi Ravdeep |
| 16h00    | Rapport                                        |         |                                     | Arbitrage : Kamran Hussain Sethi Ravdeep | Arbitrage : Kamran Hussain Sethi Ravdeep |

| Match 12 | Singapour                                             | 6 - 2   | Hong Kong                            | Terrain 1                                      |                                                |
| 18h00    | Kahar 19e · Noor Shah 28e, 43e, 60e · Johari 32e, 37e | (2 - 0) | 31e Shepherdson J. A. · 39e Monthong | Arbitrage : Hari Manikandan Puvalagan Paskaran | Arbitrage : Hari Manikandan Puvalagan Paskaran |
| 18h00    | Rapport                                               |         |                                      | Arbitrage : Hari Manikandan Puvalagan Paskaran | Arbitrage : Hari Manikandan Puvalagan Paskaran |

5e journée
| Match 13           | Birmanie                                                            | 7 - 1   | Indonésie     | Terrain 2                                     |                                               |
| 29 juin 2018 17h30 | Thet H. 10e, 50e · Tun 16e · Kaung-Htet 24e, 26e · Ni 47e · Wai 52e | (4 - 0) | 51e Kastalani | Arbitrage : Puvalagan Paskaran Kamran Hussain | Arbitrage : Puvalagan Paskaran Kamran Hussain |
| 29 juin 2018 17h30 | Rapport                                                             |         |               | Arbitrage : Puvalagan Paskaran Kamran Hussain | Arbitrage : Puvalagan Paskaran Kamran Hussain |

| Match 14 | Thaïlande                                                   | 5 - 1   | Hong Kong | Terrain 2                                              |                                                        |
| 19h30    | Yosiri 5e · Samoechai 34e · Boon-Art 35e, 52e · Boonmee 53e | (1 - 1) | 22e Yu    | Arbitrage : Saifulnizam Mohammad Seftu Khaeriva Hasani | Arbitrage : Saifulnizam Mohammad Seftu Khaeriva Hasani |
| 19h30    | Rapport                                                     |         |           | Arbitrage : Saifulnizam Mohammad Seftu Khaeriva Hasani | Arbitrage : Saifulnizam Mohammad Seftu Khaeriva Hasani |

| Match 15 | Singapour                                          | 4 - 0   | Taipei | Terrain 1                                        |                                                  |
| 20h00    | Zul'kepli 9e · Noor Shah 22e · Teo 29e · Kahar 39e | (3 - 0) |        | Arbitrage : Narongtuch Subboonsong Sethi Ravdeep | Arbitrage : Narongtuch Subboonsong Sethi Ravdeep |
| 20h00    | Rapport                                            |         |        | Arbitrage : Narongtuch Subboonsong Sethi Ravdeep | Arbitrage : Narongtuch Subboonsong Sethi Ravdeep |

### Phase de classement

#### Troisième et quatrième place
| Match 16           | Taipei                                                                     | 6 - 2   | Birmanie                   | Terrain 1                                             |                                                       |
| 30 juin 2018 19h00 | Chang Chia-M. 9e · Lu 32e, 38e · Huang P.-H. 41e · Li 55e · Yu Chu.-M. 59e | (1 - 0) | 36e Aung N. C. · 60e Shane | Arbitrage : Saifulnizam Mohammad Seftu Kamran Hussain | Arbitrage : Saifulnizam Mohammad Seftu Kamran Hussain |
| 30 juin 2018 19h00 | Rapport                                                                    |         |                            | Arbitrage : Saifulnizam Mohammad Seftu Kamran Hussain | Arbitrage : Saifulnizam Mohammad Seftu Kamran Hussain |

#### Cinquième et sixième place
| Match 17               | Hong Kong | 13 - 0  | Indonésie | Terrain 2                                          |                                                    |
| 1er juillet 2018 17h30 | Yu 1e, (2x)19e, 20e · Ho 8e · Iu 22e · Chan A. 22e, 49e · Tsoi 25e · Tsang 40e · Monthong 41e · Shepherdson J. A. 44e, 58e | (8 - 0) |           | Arbitrage : Hari Manikandan Narongtuch Subboonsong | Arbitrage : Hari Manikandan Narongtuch Subboonsong |
| 1er juillet 2018 17h30 | Rapport |         |           | Arbitrage : Hari Manikandan Narongtuch Subboonsong | Arbitrage : Hari Manikandan Narongtuch Subboonsong |

#### Finale
| Match 18               | Singapour                                | 4 - 1   | Thaïlande    | Terrain 1                                    |                                              |
| 1er juillet 2018 18h00 | Zul'kepli 7e · Johari 17e, 33e · Teo 51e | (2 - 0) | 40e Boon-Art | Arbitrage : Puvalagan Paskaran Sethi Ravdeep | Arbitrage : Puvalagan Paskaran Sethi Ravdeep |
| 1er juillet 2018 18h00 | Rapport                                  |         |              | Arbitrage : Puvalagan Paskaran Sethi Ravdeep | Arbitrage : Puvalagan Paskaran Sethi Ravdeep |

### Classement final
| Rang | Équipe    | J | V | N | P | BP | BC | Diff | Pts | Qualification             |
| ---- | --------- | - | - | - | - | -- | -- | ---- | --- | ------------------------- |
| 1    | Singapour | 6 | 6 | 0 | 0 | 27 | 4  | +23  | 18  | Finales des Hockey Series |
| 2    | Thaïlande | 6 | 4 | 0 | 2 | 20 | 13 | +7   | 12  |                           |
| 3    | Taipei    | 6 | 4 | 0 | 2 | 26 | 15 | +11  | 12  |                           |
| 4    | Birmanie  | 6 | 2 | 0 | 4 | 22 | 20 | +2   | 6   |                           |
| 5    | Hong Kong | 6 | 2 | 0 | 4 | 23 | 22 | +1   | 6   |                           |
| 6    | Indonésie | 6 | 0 | 0 | 6 | 1  | 45 | -44  | 0   |                           |

## Zagreb
Toutes les heures correspondent à l'Heure d'été d'Europe centrale (UTC+2).

### Arbitres
Voici les 5 arbitres nommés par la Fédération internationale de hockey sur gazon:
- Ivan Grgurev
- Friedrich Weiland
- Lukasz Zwierzchowski
- Kevin Roberts
- Michal Pivko

### Résultats
| Rang | Équipe         | J | V | N | P | BP | BC | Diff | Pts | Qualification             |
| ---- | -------------- | - | - | - | - | -- | -- | ---- | --- | ------------------------- |
| 1    | Autriche       | 4 | 4 | 0 | 0 | 29 | 3  | +26  | 12  | Finales des Hockey Series |
| 2    | Pays de Galles | 4 | 3 | 0 | 1 | 22 | 5  | +17  | 9   | Finales des Hockey Series |
| 3    | Croatie        | 4 | 2 | 0 | 2 | 10 | 13 | -3   | 6   |                           |
| 4    | Suisse         | 4 | 1 | 0 | 3 | 3  | 18 | -15  | 3   |                           |
| 5    | Slovaquie      | 4 | 0 | 0 | 4 | 4  | 29 | -25  | 0   |                           |

Source: FIH
En cas d'égalité de points de plusieurs équipes à l'issue des matchs de poule, les critères suivants sont appliqués dans l'ordre indiqué pour établir leur classement.
1. Points,
2. Matchs gagnés,
3. Différence de buts,
4. Buts pour,
5. Face à face,
6. Buts de plein jeu pour.

1re journée
| Match 1            | Pays de Galles                                                                | 6 - 1   | Slovaquie      |                                               |                                               |
| 25 juin 2018 17h30 | G. Furlong 6e, 44e · Draper 10e · Francis 22e · Bradshaw 39e · Shipperley 50e | (3 - 0) | 48e T. Romanec | Arbitrage : Ivan Grgurev Lukasz Zwierzchowski | Arbitrage : Ivan Grgurev Lukasz Zwierzchowski |
| 25 juin 2018 17h30 | Rapport                                                                       |         |                | Arbitrage : Ivan Grgurev Lukasz Zwierzchowski | Arbitrage : Ivan Grgurev Lukasz Zwierzchowski |

| Match 2 | Croatie           | 2 - 0   | Suisse |                                        |                                        |
| 19h30   | Ilinovic 12e, 36e | (1 - 0) |        | Arbitrage : Kevin Roberts Michal Pivko | Arbitrage : Kevin Roberts Michal Pivko |
| 19h30   | Rapport           |         |        | Arbitrage : Kevin Roberts Michal Pivko | Arbitrage : Kevin Roberts Michal Pivko |

Repos:  Autriche

2e journée
| Match 3            | Suisse                         | 2 - 1   | Slovaquie      |                                            |                                            |
| 26 juin 2018 17h30 | Landtwing 35e · Knabenhans 45e | (0 - 0) | 55e T. Romanec | Arbitrage : Ivan Grgurev Friedrich Weiland | Arbitrage : Ivan Grgurev Friedrich Weiland |
| 26 juin 2018 17h30 | Rapport                        |         |                | Arbitrage : Ivan Grgurev Friedrich Weiland | Arbitrage : Ivan Grgurev Friedrich Weiland |

| Match 4 | Autriche                   | 3 - 0   | Pays de Galles |                                               |                                               |
| 19h30   | Uher 11e · Körper 42e, 55e | (1 - 0) |                | Arbitrage : Lukasz Zwierzchowski Michal Pivko | Arbitrage : Lukasz Zwierzchowski Michal Pivko |
| 19h30   | Rapport                    |         |                | Arbitrage : Lukasz Zwierzchowski Michal Pivko | Arbitrage : Lukasz Zwierzchowski Michal Pivko |

Repos:  Croatie

3e journée
| Match 5            | Croatie                   | 2 - 3   | Autriche                   |                                        |                                        |
| 27 juin 2018 19h30 | Bachmann 38e · Krleža 41e | (0 - 2) | 21e, 34e Körper · 26e Bele | Arbitrage : Kevin Roberts Michal Pivko | Arbitrage : Kevin Roberts Michal Pivko |
| 27 juin 2018 19h30 | Rapport                   |         |                            | Arbitrage : Kevin Roberts Michal Pivko | Arbitrage : Kevin Roberts Michal Pivko |

| Match 6            | Pays de Galles                                                   | 7 - 1   | Suisse        |                                                    |                                                    |
| 28 juin 2018 19h30 | Francis 2e, 35e, 58e · G. Furlong 39e, 43e, 49e · Dolan-Gray 49e | (1 - 1) | 6e Knabenhans | Arbitrage : Friedrich Weiland Lukasz Zwierzchowski | Arbitrage : Friedrich Weiland Lukasz Zwierzchowski |
| 28 juin 2018 19h30 | Rapport                                                          |         |               | Arbitrage : Friedrich Weiland Lukasz Zwierzchowski | Arbitrage : Friedrich Weiland Lukasz Zwierzchowski |

Repos:  Slovaquie

4e journée
| Match 7            | Autriche                                                                                  | 8 - 0   | Suisse |                                       |                                       |
| 29 juin 2018 19h00 | Podpera 8e · Körper 21e, 56e · Thörnblom 30e, 57e · Unterkircher 39e · Lindergrun (2x)43e | (3 - 0) |        | Arbitrage : Ivan Grgurev Michal Pivko | Arbitrage : Ivan Grgurev Michal Pivko |
| 29 juin 2018 19h00 | Rapport                                                                                   |         |        | Arbitrage : Ivan Grgurev Michal Pivko | Arbitrage : Ivan Grgurev Michal Pivko |

| Match 8 | Croatie                                                      | 6 - 1   | Slovaquie  |                                             |                                             |
| 21h00   | Mucic 10e · Bachmann 23e, 54e · Krleža 33e, 48e · Zlimen 36e | (2 - 0) | 45e Orolin | Arbitrage : Friedrich Weiland Kevin Roberts | Arbitrage : Friedrich Weiland Kevin Roberts |
| 21h00   | Rapport                                                      |         |            | Arbitrage : Friedrich Weiland Kevin Roberts | Arbitrage : Friedrich Weiland Kevin Roberts |

Repos:  Pays de Galles

5e journée
| Match 9            | Autriche | 15 - 1  | Slovaquie  |                                        |                                        |
| 30 juin 2018 16h35 | B. Stanzl 7e, 33e, 50e, 52e · Unterkircher 8e, 10e, 40e · Körper 19e, 33e, 38e, 46e · Eitenberger 48e · Minar 57e · Uher 58e · Podpera 58e | (4 - 0) | 55e Petráš | Arbitrage : Ivan Grgurev Kevin Roberts | Arbitrage : Ivan Grgurev Kevin Roberts |
| 30 juin 2018 16h35 | Rapport |         |            | Arbitrage : Ivan Grgurev Kevin Roberts | Arbitrage : Ivan Grgurev Kevin Roberts |

| Match 10 | Croatie | 0 - 9   | Pays de Galles                                                                      |                                                    |                                                    |
| 18h30    |         | (0 - 4) | 3e, 19e, 38e, 44e G. Furlong · 6e, 40e Dolan-Gray · 14e, 48e Francis · 54e Bradshaw | Arbitrage : Friedrich Weiland Lukasz Zwierzchowski | Arbitrage : Friedrich Weiland Lukasz Zwierzchowski |
| 18h30    | Rapport |         |                                                                                     | Arbitrage : Friedrich Weiland Lukasz Zwierzchowski | Arbitrage : Friedrich Weiland Lukasz Zwierzchowski |

Repos:  Suisse

## Port-Vila
Les matchs ont été joués dans un format Hockey 5s.
Toutes les heures correspondent à (UTC+11).

### Arbitres
Voici les 6 arbitres nommés par la Fédération internationale de hockey sur gazon:
- Malkom Mayoho
- Frank Vira
- Nick Saunders
- Harry Heritage
- Catherine Thaggard
- Samson Auga

### Premier tour
| Rang | Équipe  | J | V | N | P | BP | BC | Diff | Pts | Qualification                |
| ---- | ------- | - | - | - | - | -- | -- | ---- | --- | ---------------------------- |
| 1    | Vanuatu | 3 | 3 | 0 | 0 | 26 | 8  | +18  | 9   | Finale                       |
| 2    | Fidji   | 3 | 2 | 0 | 1 | 28 | 9  | +19  | 6   | Finale                       |
| 3    | Salomon | 3 | 1 | 0 | 2 | 11 | 18 | -7   | 3   | Troisième et quatrième place |
| 4    | Tonga   | 3 | 0 | 0 | 3 | 1  | 31 | -30  | 0   | Troisième et quatrième place |

Source: FIH
En cas d'égalité de points de plusieurs équipes à l'issue des matchs de poule, les critères suivants sont appliqués dans l'ordre indiqué pour établir leur classement.
1. Points,
2. Matchs gagnés,
3. Différence de buts,
4. Buts pour,
5. Face à face,
6. Buts de plein jeu pour.

1re journée
| Match 1            | Tonga          | 1 - 6          | Salomon                                          |                                      |                                      |
| 25 juin 2018 09h00 | M. Vatuvei 15e | (0 - 2, 1 - 5) | 5e, 8e, 18e, 27e Levo · 16e Suimae · 19e Fula'au | Arbitrage : Malkom Mayoho Frank Vira | Arbitrage : Malkom Mayoho Frank Vira |
| 25 juin 2018 09h00 | Rapport        |                |                                                  | Arbitrage : Malkom Mayoho Frank Vira | Arbitrage : Malkom Mayoho Frank Vira |

| Match 2 | Vanuatu                                                                   | 8 - 3          | Salomon               |                                               |                                               |
| 15h00   | Sam 9e · Namu 15e, 27e · Kawel 18e, 28e · Job 19e · Iasi 24e · Johnas 29e | (1 - 0, 4 - 1) | 11e, 22e, 25e Fula'au | Arbitrage : Harry Heritage Catherine Thaggard | Arbitrage : Harry Heritage Catherine Thaggard |
| 15h00   | Rapport                                                                   |                |                       | Arbitrage : Harry Heritage Catherine Thaggard | Arbitrage : Harry Heritage Catherine Thaggard |

2e journée
| Match 3            | Fidji                                                                                               | 14 - 0         | Tonga |                                      |                                      |
| 16 août 2018 11h00 | Veitamana 1e, 7e, 21e, 27e, 28e · Morris 3e, 20e · Underwood 10e · Mock (2x)12e, 13e, 20e, 25e, 26e | (4 - 0, 9 - 0) |       | Arbitrage : Frank Vira Nick Saunders | Arbitrage : Frank Vira Nick Saunders |
| 16 août 2018 11h00 | Rapport                                                                                             |                |       | Arbitrage : Frank Vira Nick Saunders | Arbitrage : Frank Vira Nick Saunders |

| Match 4 | Vanuatu                                                        | 7 - 5          | Fidji                                          |                                       |                                       |
| 16h00   | Kawel 1e · Namu 4e, 29e · Iasi 10e, 12e · Johnas 15e · Sam 19e | (3 - 1, 6 - 2) | 2e, 18e, 26e Veitamana · 25e Morris · 29e Mock | Arbitrage : Nick Saunders Samson Auga | Arbitrage : Nick Saunders Samson Auga |
| 16h00   | Rapport                                                        |                |                                                | Arbitrage : Nick Saunders Samson Auga | Arbitrage : Nick Saunders Samson Auga |

3e journée
| Match 5            | Fidji                                                                                | 9 - 2          | Salomon                 |                                      |                                      |
| 17 août 2018 09h00 | Mock 2e, 4e, 12e, 21e · Ratubuli 8e · Veitamana 14e, 23e · Vatubuli 16e · Morris 26e | (3 - 1, 6 - 2) | 10e Fula'au · 14e Masae | Arbitrage : Malkom Mayoho Frank Vira | Arbitrage : Malkom Mayoho Frank Vira |
| 17 août 2018 09h00 | Rapport                                                                              |                |                         | Arbitrage : Malkom Mayoho Frank Vira | Arbitrage : Malkom Mayoho Frank Vira |

| Match 6 | Vanuatu                                                                          | 11 - 0         | Tonga |                                          |                                          |
| 10h00   | Iasi 3e, 8e, 14e · Kawel 4e, 30e · Johnas 17e, 27e, 29e · Sam 24e, 28e · Job 30e | (3 - 0, 6 - 0) |       | Arbitrage : Nick Saunders Harry Heritage | Arbitrage : Nick Saunders Harry Heritage |
| 10h00   | Rapport                                                                          |                |       | Arbitrage : Nick Saunders Harry Heritage | Arbitrage : Nick Saunders Harry Heritage |

### Phase de classement

#### Troisième et quatrième place
| Match 7            | Tonga   | 0 - 4          | Salomon                                          |                                          |                                          |
| 18 août 2018 19h00 |         | (0 - 0, 0 - 3) | 12e Fula'au · 18e Levo · 20e Masae · Luiramo 25e | Arbitrage : Malkom Mayoho Harry Heritage | Arbitrage : Malkom Mayoho Harry Heritage |
| 18 août 2018 19h00 | Rapport |                |                                                  | Arbitrage : Malkom Mayoho Harry Heritage | Arbitrage : Malkom Mayoho Harry Heritage |

#### Finale
| Match 8            | Vanuatu                                            | 6 - 4          | Fidji                             |                                       |                                       |
| 18 août 2018 21h00 | Sam 9e, 22e · Namu 10e, 30e · Kawel 13e · Iasi 23e | (2 - 2, 3 - 3) | 5e, 9e, 18e Mock · 27e Rokotakala | Arbitrage : Nick Saunders Samson Auga | Arbitrage : Nick Saunders Samson Auga |
| 18 août 2018 21h00 | Rapport                                            |                |                                   | Arbitrage : Nick Saunders Samson Auga | Arbitrage : Nick Saunders Samson Auga |

### Classement final
| Rang | Équipe  | J | V | N | P | BP | BC | Diff | Pts | Qualification                                  |
| ---- | ------- | - | - | - | - | -- | -- | ---- | --- | ---------------------------------------------- |
| 1    | Vanuatu | 4 | 4 | 0 | 0 | 32 | 12 | +20  | 12  | Finales des Hockey Series mais déclare forfait |
| 2    | Fidji   | 4 | 2 | 0 | 2 | 32 | 15 | +17  | 6   |                                                |
| 3    | Salomon | 4 | 2 | 0 | 2 | 15 | 18 | -3   | 6   |                                                |
| 4    | Tonga   | 4 | 0 | 0 | 4 | 1  | 35 | -34  | 0   |                                                |

## Gniezno
Toutes les heures correspondent à l'Heure d'été d'Europe centrale (UTC+2).

### Arbitres
Voici les 7 arbitres nommés par la Fédération internationale de hockey sur gazon:
- Lukasz Zwierzchowski
- Michael Pontus
- Gavin Cruickshanks
- Maksym Perepelytsya
- Alexandr Toth
- Antonio Ilgrande
- Jaroslav Suchocki

### Résultats
| Rang | Équipe   | J | V | N | P | BP | BC | Diff | Pts | Qualification             |
| ---- | -------- | - | - | - | - | -- | -- | ---- | --- | ------------------------- |
| 1    | Pologne  | 5 | 4 | 1 | 0 | 32 | 0  | +32  | 13  | Finales des Hockey Series |
| 2    | Italie   | 5 | 3 | 2 | 0 | 30 | 4  | +26  | 11  | Finales des Hockey Series |
| 3    | Ukraine  | 5 | 3 | 1 | 1 | 42 | 6  | +36  | 10  | Finales des Hockey Series |
| 4    | Tchéquie | 5 | 2 | 0 | 3 | 20 | 15 | +5   | 6   |                           |
| 5    | Lituanie | 5 | 1 | 0 | 4 | 3  | 37 | -34  | 3   |                           |
| 6    | Chypre   | 5 | 0 | 0 | 5 | 0  | 65 | -65  | 0   |                           |

Source: FIH
En cas d'égalité de points de plusieurs équipes à l'issue des matchs de poule, les critères suivants sont appliqués dans l'ordre indiqué pour établir leur classement.
1. Points,
2. Matchs gagnés,
3. Différence de buts,
4. Buts pour,
5. Face à face,
6. Buts de plein jeu pour.

1re journée
| Match 1            | Tchéquie                                | 3 - 4   | Italie                               |                                                  |                                                  |
| 28 août 2018 15h00 | Procházka 10e · Železný 26e · Uhlír 57e | (2 - 2) | 2e Nunez · 7e, 39e Lago · 42e Da Gai | Arbitrage : Gavin Cruickshanks Jaroslav Suchocki | Arbitrage : Gavin Cruickshanks Jaroslav Suchocki |
| 28 août 2018 15h00 | Rapport                                 |         |                                      | Arbitrage : Gavin Cruickshanks Jaroslav Suchocki | Arbitrage : Gavin Cruickshanks Jaroslav Suchocki |

| Match 2 | Ukraine | 11 - 1  | Lituanie   |                                          |                                          |
| 17h00   | Kalinchuk 1e · Onofriiuk 3e, 36e · Kovalenko 20e · Shevchuk 24e · Paziuk 31e · Dzemukh 32e · Polishchuk 45e, 52e, 53e · Yakovenko 53e | (4 - 0) | 50e Varnas | Arbitrage : Michael Pontus Alexandr Toth | Arbitrage : Michael Pontus Alexandr Toth |
| 17h00   | Rapport |         |            | Arbitrage : Michael Pontus Alexandr Toth | Arbitrage : Michael Pontus Alexandr Toth |

| Match 3 | Pologne | 17 - 0   | Chypre |                                                  |                                                  |
| 19h00   | Bratkowski 2e, 31e · Janiszewski 3e, 52e · Hillyer 4e · Gumny 8e, 26e, 49e · Hulboj 10e, 27e, 53e · Pawlak 13e · Kurowski 28e · Kotulski 30e, 44e · Kasprzyk 41e · Zywiczka 50e | (10 - 0) |        | Arbitrage : Maksym Perepelytsya Antonio Ilgrande | Arbitrage : Maksym Perepelytsya Antonio Ilgrande |
| 19h00   | Rapport |          |        | Arbitrage : Maksym Perepelytsya Antonio Ilgrande | Arbitrage : Maksym Perepelytsya Antonio Ilgrande |

2e journée
| Match 4            | Ukraine       | 1 - 1   | Italie        |                                                |                                                |
| 29 août 2018 15h00 | Onofriiuk 35e | (0 - 1) | 30e Amorosini | Arbitrage : Lukasz Zwierzchowski Alexandr Toth | Arbitrage : Lukasz Zwierzchowski Alexandr Toth |
| 29 août 2018 15h00 | Rapport       |         |               | Arbitrage : Lukasz Zwierzchowski Alexandr Toth | Arbitrage : Lukasz Zwierzchowski Alexandr Toth |

| Match 5 | Tchéquie                                                                                               | 10 - 0  | Chypre |                                                    |                                                    |
| 17h00   | Tomeš 10e · Bodnar 13e · Seeman 15e, 21e · Vohnický 18e, 30e, 34e · Plochý 19e · Barta 49e · Uhlír 58e | (7 - 0) |        | Arbitrage : Gavin Cruickshanks Maksym Perepelytsya | Arbitrage : Gavin Cruickshanks Maksym Perepelytsya |
| 17h00   | Rapport                                                                                                |         |        | Arbitrage : Gavin Cruickshanks Maksym Perepelytsya | Arbitrage : Gavin Cruickshanks Maksym Perepelytsya |

| Match 6 | Pologne | 11 - 0  | Lituanie |                                             |                                             |
| 19h00   | Bratkowski 3e, 24e · Krokosz 8e · Kotulski 10e, 39e, 43e, 51e · Janiszewski 29e, 50e · Pawlak 34e · Kurowski 55e | (5 - 0) |          | Arbitrage : Michael Pontus Antonio Ilgrande | Arbitrage : Michael Pontus Antonio Ilgrande |
| 19h00   | Rapport |         |          | Arbitrage : Michael Pontus Antonio Ilgrande | Arbitrage : Michael Pontus Antonio Ilgrande |

3e journée
| Match 7            | Ukraine | 21 - 0   | Chypre |                                             |                                             |
| 30 août 2018 15h00 | Kovalenko 3e, 11e · Paziuk 5e, 21e, (2x)25e, 26e, 44e, 52e · Shevchuk 11e, 45e · Kalinchuk 12e, 27e, 29e, 40e · Onofriiuk 14e, 29e · Yasinskyi 20e · Polishchuk 32e, 50e · Zinevych 49e | (14 - 0) |        | Arbitrage : Alexandr Toth Jaroslav Suchocki | Arbitrage : Alexandr Toth Jaroslav Suchocki |
| 30 août 2018 15h00 | Rapport |          |        | Arbitrage : Alexandr Toth Jaroslav Suchocki | Arbitrage : Alexandr Toth Jaroslav Suchocki |

| Match 8 | Italie                                                                                                   | 10 - 0  | Lituanie |                                                     |                                                     |
| 17h00   | Keenan 1e, 13e, 57e · Lago 7e · Corsi 34e, 42e · Amorosini 34e · Jul. Montone 40e · Sior 41e · Nunez 54e | (3 - 0) |          | Arbitrage : Lukasz Zwierzchowski Gavin Cruickshanks | Arbitrage : Lukasz Zwierzchowski Gavin Cruickshanks |
| 17h00   | Rapport                                                                                                  |         |          | Arbitrage : Lukasz Zwierzchowski Gavin Cruickshanks | Arbitrage : Lukasz Zwierzchowski Gavin Cruickshanks |

| Match 9 | Pologne                       | 2 - 0   | Tchéquie |                                                |                                                |
| 19h00   | Bratkowski 11e · Kotulski 53e | (1 - 0) |          | Arbitrage : Michael Pontus Maksym Perepelytsya | Arbitrage : Michael Pontus Maksym Perepelytsya |
| 19h00   | Rapport                       |         |          | Arbitrage : Michael Pontus Maksym Perepelytsya | Arbitrage : Michael Pontus Maksym Perepelytsya |

4e journée
| Match 10                 | Tchéquie                                                  | 5 - 0   | Lituanie |                                                 |                                                 |
| 1er septembre 2018 15h00 | Barta 15e, 55e · Plochý 36e · Vohnichý 50e · M. Hanus 55e | (1 - 0) |          | Arbitrage : Lukasz Zwierzchowski Michael Pontus | Arbitrage : Lukasz Zwierzchowski Michael Pontus |
| 1er septembre 2018 15h00 | Rapport                                                   |         |          | Arbitrage : Lukasz Zwierzchowski Michael Pontus | Arbitrage : Lukasz Zwierzchowski Michael Pontus |

| Match 11 | Italie | 15 - 0  | Chypre |                                             |                                             |
| 17h00    | Nunez 2e, 18e, 26e, 48e, 49e, 54e · Lago 3e · Sior 10e · Jul. Montone 13e, (2x)42e, 45e · Ortega 16e · Amorosini 25e · Keenan 60e | (8 - 0) |        | Arbitrage : Alexandr Toth Jaroslav Suchocki | Arbitrage : Alexandr Toth Jaroslav Suchocki |
| 17h00    | Rapport |         |        | Arbitrage : Alexandr Toth Jaroslav Suchocki | Arbitrage : Alexandr Toth Jaroslav Suchocki |

| Match 12 | Pologne                     | 2 - 0   | Ukraine |                                                 |                                                 |
| 19h00    | Bratkowski 12e · Hulboj 48e | (1 - 0) |         | Arbitrage : Gavin Cruickshanks Antonio Ilgrande | Arbitrage : Gavin Cruickshanks Antonio Ilgrande |
| 19h00    | Rapport                     |         |         | Arbitrage : Gavin Cruickshanks Antonio Ilgrande | Arbitrage : Gavin Cruickshanks Antonio Ilgrande |

5e journée
| Match 13               | Lituanie          | 2 - 0   | Chypre |                                                    |                                                    |
| 2 septembre 2018 15h00 | Bubnelis 28e, 59e | (1 - 0) |        | Arbitrage : Gavin Cruickshanks Maksym Perepelytsya | Arbitrage : Gavin Cruickshanks Maksym Perepelytsya |
| 2 septembre 2018 15h00 | Rapport           |         |        | Arbitrage : Gavin Cruickshanks Maksym Perepelytsya | Arbitrage : Gavin Cruickshanks Maksym Perepelytsya |

| Match 14 | Ukraine                                                                                    | 9 - 2   | Tchéquie                 |                                                   |                                                   |
| 17h00    | Paziuk 11e · Kovalenko 12e, 41e, 59e · Onofriiuk 27e, (2x)33e · Nosenko 31e · Shevchuk 35e | (3 - 1) | 21e Železný · 45e Bodnar | Arbitrage : Lukasz Zwierzchowski Antonio Ilgrande | Arbitrage : Lukasz Zwierzchowski Antonio Ilgrande |
| 17h00    | Rapport                                                                                    |         |                          | Arbitrage : Lukasz Zwierzchowski Antonio Ilgrande | Arbitrage : Lukasz Zwierzchowski Antonio Ilgrande |

| Match 15 | Pologne | 0 - 0   | Italie |                                              |                                              |
| 19h00    |         | (0 - 0) |        | Arbitrage : Michael Pontus Jaroslav Suchocki | Arbitrage : Michael Pontus Jaroslav Suchocki |
| 19h00    | Rapport |         |        | Arbitrage : Michael Pontus Jaroslav Suchocki | Arbitrage : Michael Pontus Jaroslav Suchocki |

## Lousada
Toutes les heures correspondent à l'Heure d'été d'Europe de l'Ouest (UTC+1).

### Arbitres
Voici les 5 arbitres nommés par la Fédération internationale de hockey sur gazon:
- Paul van den Assum
- Sean Edwards
- Andrei Saroka
- Anton Kochin
- Sinan Acar

### Résultats
| Rang | Équipe      | J | V | N | P | BP | BC | Diff | Pts | Qualification                        |
| ---- | ----------- | - | - | - | - | -- | -- | ---- | --- | ------------------------------------ |
| 1    | Russie      | 5 | 4 | 1 | 0 | 41 | 5  | +36  | 13  | Finales des Hockey Series            |
| 2    | Écosse      | 5 | 4 | 0 | 1 | 16 | 6  | +10  | 12  | Finales des Hockey Series            |
| 3    | Biélorussie | 5 | 3 | 1 | 1 | 15 | 11 | +4   | 10  | Finales des Hockey Series par la FIH |
| 4    | Gibraltar   | 5 | 1 | 1 | 3 | 8  | 15 | -7   | 4   |                                      |
| 5    | Portugal    | 5 | 1 | 1 | 3 | 9  | 23 | -14  | 4   |                                      |
| 6    | Turquie     | 5 | 0 | 0 | 5 | 10 | 39 | -29  | 0   |                                      |

Source: FIH
En cas d'égalité de points de plusieurs équipes à l'issue des matchs de poule, les critères suivants sont appliqués dans l'ordre indiqué pour établir leur classement.
1. Points,
2. Matchs gagnés,
3. Différence de buts,
4. Buts pour,
5. Face à face,
6. Buts de plein jeu pour.

## Santiago de Chile
Toutes les heures correspondent à l'Heure au Chili (UTC-4).

### Arbitres
Voici les 5 arbitres nommés par la Fédération internationale de hockey sur gazon:
- Alfonso Mery
- Federico Silva
- Rafael Mendonça
- Rodrigo Rivadeneira
- Donovan Simmons

### Résultats
| Rang | Équipe    | J | V | N | P | BP | BC | Diff | Pts | Qualification             |
| ---- | --------- | - | - | - | - | -- | -- | ---- | --- | ------------------------- |
| 1    | Chili     | 5 | 4 | 1 | 0 | 44 | 2  | +42  | 13  | Finales des Hockey Series |
| 2    | Brésil    | 5 | 4 | 0 | 1 | 39 | 5  | +34  | 12  | Finales des Hockey Series |
| 3    | Venezuela | 5 | 3 | 0 | 2 | 20 | 10 | +10  | 9   |                           |
| 4    | Uruguay   | 5 | 2 | 1 | 2 | 8  | 5  | +3   | 7   |                           |
| 5    | Pérou     | 5 | 1 | 0 | 4 | 5  | 21 | -16  | 3   |                           |
| 6    | Bolivie   | 5 | 0 | 0 | 5 | 0  | 73 | -73  | 0   |                           |

Source: FIH
En cas d'égalité de points de plusieurs équipes à l'issue des matchs de poule, les critères suivants sont appliqués dans l'ordre indiqué pour établir leur classement.
1. Points,
2. Matchs gagnés,
3. Différence de buts,
4. Buts pour,
5. Face à face,
6. Buts de plein jeu pour.

## Bulawayo
Toutes les heures correspondent à l'Heure d'Afrique centrale (UTC+2).

### Arbitres
Voici les 6 arbitres nommés par la Fédération internationale de hockey sur gazon:
- Mike Banda
- Munashe Mashoko
- Peter Caulder
- Ayden Shrives
- Mohamed Hassan
- Elvis Bwalya

### Résultats
| Rang | Équipe   | J | V | N | P | BP | BC | Diff | Pts | Qualification             |
| ---- | -------- | - | - | - | - | -- | -- | ---- | --- | ------------------------- |
| 1    | Égypte   | 3 | 3 | 0 | 0 | 34 | 2  | +32  | 9   | Finales des Hockey Series |
| 2    | Zimbabwe | 3 | 0 | 2 | 1 | 6  | 9  | -3   | 2   |                           |
| 3    | Zambie   | 3 | 0 | 2 | 1 | 6  | 19 | -13  | 2   |                           |
| 4    | Namibie  | 3 | 0 | 2 | 1 | 8  | 24 | -16  | 2   |                           |

Source: FIH
En cas d'égalité de points de plusieurs équipes à l'issue des matchs de poule, les critères suivants sont appliqués dans l'ordre indiqué pour établir leur classement.
1. Points,
2. Matchs gagnés,
3. Différence de buts,
4. Buts pour,
5. Face à face,
6. Buts de plein jeu pour.

## Lahore
Toutes les heures correspondent à l'Heure d'Afrique centrale (UTC+2).

### Arbitres
Voici les 6 arbitres nommés par la Fédération internationale de hockey sur gazon:
- Sohail Janjua
- Yaser Khurshid
- Hafiz Atif Latif
- Waqas Butt
- Makhsudbek Urmanov
- Abdul Ibrahimi

### Résultats
| Rang | Équipe      | J | V | N | P | BP | BC | Diff | Pts | Qualification             |
| ---- | ----------- | - | - | - | - | -- | -- | ---- | --- | ------------------------- |
| 1    | Ouzbékistan | 3 | 3 | 0 | 0 | 23 | 3  | +20  | 9   | Finales des Hockey Series |
| 2    | Kazakhstan  | 3 | 2 | 0 | 1 | 16 | 6  | +10  | 6   |                           |
| 3    | Népal       | 3 | 1 | 0 | 2 | 5  | 12 | -7   | 3   |                           |
| 4    | Afghanistan | 3 | 0 | 0 | 3 | 0  | 23 | -23  | 0   |                           |

Source: FIH
En cas d'égalité de points de plusieurs équipes à l'issue des matchs de poule, les critères suivants sont appliqués dans l'ordre indiqué pour établir leur classement.
1. Points,
2. Matchs gagnés,
3. Différence de buts,
4. Buts pour,
5. Face à face,
6. Buts de plein jeu pour.